# Thanat Lowkhunsombat
Thanat Lowkhunsombat (ฐานัฐพ์ โล่ห์คุณสมบัติ, spesso traslitterato come Thanat Loekhunnasombat), noto anche con lo pseudonimo di Lee (ลี) (18 gennaio 1993), è un attore televisivo thailandese, conosciuto in particolare per il ruolo di Survey in U-Prince Series.

## Filmografia

### Televisione
- U-Prince Series - serie TV, 12 episodi (2016-2017)
- Yutthakan salat no - serie TV, 24 episodi (2017)
- My Dear Loser - Rak mai aothan - serie TV (2017)
- Secret Seven - Thoe khon ngao kap khao thang chet - serie TV, 12 episodi (2017)
- Wake Up chanee: The Series - serie TV (2018)
- Friend Zone - Ao hai chat - serie TV (2018)
- Boy For Rent - Phuchay hai chaw - serie TV (2019)
- Endless Love - Rak hmod jai - serie TV (2019)